# Kutiman

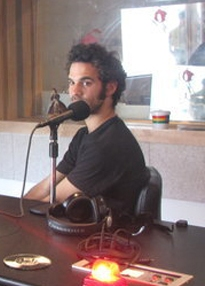
Kutiman (2011)

Kutiman (* 1981, bürgerlicher Name Ophir Kutiel, hebräisch אופיר קותיאל) ist ein israelischer Musiker, Komponist und Produzent. Bekannt wurde er vor allem durch sein Online-Musik-Video-Projekt ThruYOU.

## Biographie
Kutiel wuchs in Zichron Ja’akow im Norden Israels auf. Seit seinem siebten Lebensjahr spielt er Klavier, mit 14 kamen Gitarre und Schlagzeug hinzu. Kutiel studierte an der Rimon School of Jazz and Contemporary Music in Ramat haScharon bei Tel Aviv. Durch seinen Freund DJ Sabbo kam er in Kontakt mit Stilrichtungen wie Funk und Afrobeat.
Sein Künstlername geht hauptsächlich auf seinen Spitznamen Kuti zurück, wobei auch Fela Kuti eines seiner Vorbilder ist.

## Musik
Kutiman wurde 2006 vom Kölner Independent-Label Melting Pot Music unter Vertrag genommen. Sein Debüt-Album Kutiman wurde von Pitchfork Media mit 8,2 von 10 Punkten bewertet.
Mit der türkischen Musikerin Melike Şahin entstanden bereits mehrfache Kollaborationen.

### ThruYOU
Größere Bekanntheit erlangte Kutiman vor allem durch sein Online-Musik-Video-Projekt ThruYOU (auf Deutsch durch euch), das er Anfang 2009 veröffentlichte. Kutiman komponierte dafür ausschließlich aus zahlreichen Ausschnitten aus YouTube-Videos sieben neue Lieder (Mashups). Das Projekt erlangte innerhalb kurzer Zeit große Bekanntheit unter anderem durch Erwähnungen in Blogs.
Spiegel Online bezeichnet ThruYOU als „virtuos“ und meint, es markiere „eine neue Stufe im postmodernen Spiel mit Bilder- und Tonfunden im Netz“. die tageszeitung sieht darin eine „qualitativ hochwertige, beinahe als postmodern zu bezeichnende Hommage an YouTube, an freie Kreation, musikalisches Schaffen und die Kinder des digitalen 21. Jahrhunderts“.

## Diskografie

### Alben
- 2007: Kutiman
- 2016: 6am
- 2020: Wachaga
- 2022: Open

### EPs
- 2018: Don't Hold onto the Clouds
- 2019: Antarctica
- 2019: Lines from Different Sources
- 2020: Layla
- 2020: Wachaga in Dub
- 2021: Surface Currents
- 2021: Guruji (Remixes)
- 2022: Kutiman Presents Dekel: Organic Portals
- 2023: Dense
- 2024: Work in Progress (mit Tomer Yosef)

### Singles (Auswahl)
- 2006: No Groove Where I Come From
- 2007: No Reason For You
- 2007: Music Is Ruling My World
- 2015: Mix Tel Aviv
- 2016: Mix Istanbul
- 2016: Mix Hamburg
- 2016: She's a Revolution (mit Adam Scheflan & Karolina)
- 2016: Shine Again (mit Adam Scheflan)
- 2016: I Think I Am (mit Karolina)
- 2019: Sakla Beni (mit Melike Şahin)
- 2020: Elimi Tut (mit Melike Şahin)
- 2020: Timam (mit Mejja)
- 2022: Remotely Close: Silkyway (mit Elif Çağlar)
- 2023: Ellerin Hani (mit Melike Şahin)